# Bunkai
Le mot bunkai (kanji : 分解) est un terme japonais signifiant « analyser, décomposer ». Au karaté, il se réfère à l'interprétation d'un kata.
Si l'on compare un budo à un langage, alors les kihon sont le vocabulaire de base, les kata sont des phrases toutes faites et les « applications » (bunkai et entraînements à deux types kumite) sont des mises en pratiques dans le langage courant.
De certains mouvements du kata, on peut déduire ou suggérer des enchaînements qui peuvent être appliqués dans des situations concrètes. Les bunkai coulent parfois de source ou sont parfois assez éloignés des techniques proprement dites produites dans le kata. Ceci implique que le karateka devra apprendre sans relâche la technique du kata en lui-même mais aussi ressentir les mouvements, les enchaînements, les transitions afin de développer, avec l'aide de son sensei au début, puis par lui-même, des bunkai simples puis de plus en plus complexes.
Il ne faut pas oublier que les techniques exécutées dans le kata ont évolué dans le temps et ont parfois été adaptées ou déformées. À ces changements se superposent les influences des senseis ayant enseigné (et donc appris) ceux-ci ainsi que le fait historique que le karaté fut longtemps interdit et que les techniques d'entraînement comme le kata devaient suggérer certaines attaques et non les démontrer ouvertement. Enfin certains changements se veulent apporter une signification symbolique ou harmonieuse au kata : nombre total de mouvements, répétition de mouvements (souvent 3 fois) ; ou encore apporter une certaine symétrie pour développer les membres gauches et droits. Dès lors, les bunkai sont l'unique manière de tenter de saisir le sens d'origine du kata. Ce « sens » est d'ailleurs souvent l'origine d'âpres discussions.
Les bunkai permettent au pratiquant d'apprendre à ajuster sa distance, son rythme ou encore à s'habituer à combattre des personnes de taille différente.
Les termes toridai et himitsu sont utilisés pour définir les techniques qui passent inaperçues à un observateur occasionnel et sont cachées dans le kata. En Goju-ryu, on pratique même le kata à deux pour renforcer les bunkai et l'entraînement des techniques correctes partant du principe que si les techniques ne sont pas effectuées correctement dans le kata, elles ne seront pas efficaces en combat.